# Metoda memoriałowa
Metoda memoriałowa – metoda rozliczania podatku VAT. Podatnicy tego podatku mogą wybrać metodę kasową lub memoriałową. W metodzie memoriałowej za dzień poniesienia kosztu uważa się dzień, w którym ujęto go w księgach rachunkowych (zaksięgowano) na podstawie faktury, lub dzień, na który ujęto koszt na podstawie innego dokumentu.
Według regulacji art. 22 ust. 5-5c, 5d ustawy o PIT, koszty uzyskania przychodu podzielone są na bezpośrednie i pośrednie. Koszty bezpośrednie mają bezpośredni związek z osiąganymi w danym roku przychodami (np. zakup odsprzedanego później towaru). Koszty pośrednie to koszty prowadzenia działalności, niezwiązane bezpośrednio z osiągniętym przychodem (np. wynajem powierzchni biurowej).
Wyjątkami od stosowania metody memoriałowej jest ewidencjonowanie wynagrodzenia pracowników, zapłacone składki ZUS oraz zasiłki pieniężne z ubezpieczenia społecznego wypłacanego przez pracodawcę. W przypadku nieterminowego wypłacenia wynagrodzenia wynikającego ze stosunku pracy koszt wynagrodzenia pracownika nie jest ujmowany w okresie, w którym wynagrodzenie jest należne, a w okresie, w którym dokonano faktycznej wypłaty przysługującego wynagrodzenia.
Nie należy mylić metody memoriałowej z zasadą memoriałową.